# Střítež nad Bečvou
Obec Střítež nad Bečvou se nachází v okrese Vsetín ve Zlínském kraji na severním úpatí Vsetínských vrchů při levém břehu Rožnovské Bečvy. Malé procento usedlostí je roztroušeno po Střítežských pasekách, které sousedí s obcí Velká Lhota. Žije zde 886 obyvatel.

## Název
Původ jména je nejednoznačný. Podle převažujícího názoru jde o hromadné podstatné jméno (typu mládež) od staročeského, jinak písemně nedoloženého výrazu pro rákos, který měl být hláskovým pokračováním (pozdně) praslovanského črětъ (téhož významu). Jméno vesnice by tak vyjadřovalo polohu blízko rákosového porostu. Jiný, mladší názor jméno pokládá za slovesné podstatné jméno (typu krádež) odvozené od slovesa střieti ve významu "kácet, mýtit". Jméno vesnice by pak vyjadřovalo její polohu ve vymýcené části lesa.

## Historie

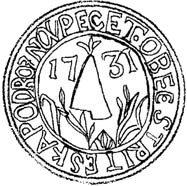
Pečeť obce Střítež nad Bečvou

První písemná zmínka o obci pochází z roku 1297, v často uváděné listině, kterou olomoucký biskup Dětřich potvrdil panu Mikulášovi z Šaumburka držení vsi Brňov a zároveň mu přidal území, na kterém vznikly později vsi Velká a Malá Lhota. Z listiny vyplývá, že jeho majetky sousedily mimo jiné se statky Vrše z Meziříčí, Jiříka ze Stříteže a Maršíka z Vidče. (Jursiconis de Cyethes et Marsiconis de Withscz seu de Wirs). Nejnovější bádání prokázala, že levý břeh rožnovské Bečvy, který patřil olomouckému biskupství, byl kolonizován o něco dříve, než pravý břeh, který patřil pánům z Krásna. V roce 2020 byly na střítežském katastru, na levém břehu Bečvy v lokalitě Zádvoří odkryty zbytky středověké fortifikace, respektive hrádku, který stál na rozhraní obcí Střítež a Veselá. Nedá se vyloučit, že stavitelem tohoto hrádku byl právě Jiřík ze Stříteže, který mohl obě vsi založit.                                                                                                                            Střítež je dílem pozdní středověké kolonizace, která na Valašsku užívala s oblibou řadového půdorysu, kdy se vsi zakládaly jako dvě řady domů podél cesty nebo potoka. Roku 1396 byl název obce Střítežík,[zdroj?] později Střítež pod Rožnovem. Tento název je vryt do obecní pečeti z roku 1731. V pozdější době byl úřední název Střítež u Rožnova a od roku 1921 Střítež nad Bečvou.
Výňatek z Knihy o Stříteži přibližuje podobu vsi:
„Mohutný tok řeky Bečvy, proplétající se širokánským řečištěm – štěrkoviskem, na březích bařiny rákosím porostlé, za nimi pod kopci chudá políčka a pastviska zakusující se do nekonečného pralesa, několik dřevěných chalup na křivolakém chodníku z Veselé do Vidče – tak asi vypadal Střítež kol roku 1350.“
Škola byla ve Stříteži založena již v roce 1834, vlastní budovu však zatím neměla. Nejprve se učilo ve velké obytné místnosti u Josefa Jadrníčka č. 30, později u Křenků č. 15 atd. Vlastní budova školy čp. 18 byla zřízena až v roce 1855 jako jednotřídka. Byla to zděná budova uprostřed obce, dodnes tam pamětníci říkají „na staré škole“ nebo „na staré poště“, protože v budově byla později i pošta. Jak přibývalo obyvatel a žáků, přestala stará škola vyhovovat a obecní radní se museli pustit do stavby nové školní budovy, tentokrát dvoutřídní. Místo hledali naproti evangelickému kostelu, ale protože byla část katolických obyvatel proti tomu, začalo se stavět na návsi, hned vedle fojtství. Nová škola byla dokončena v roce 1882 nákladem 3121 zlatých. Škola byla zrušena roku 1986, dnes je zde mateřská škola.
Dřevěný most přes Bečvu byl postaven v roce 1883, aby se panské dřevo z bystřických a videčských lesů mohlo snáze vozit na panskou pilu na Hamrech. Do té doby se jezdilo do Meziříčí přes dolní konec, kolem kříže a dále přes dřevěnou lávku, která stála zhruba na místě dnešní lávky do Zašové. Povozy musely přes brod pod lávkou. Pokud se Bečva rozvodnila, jezdilo se kolem Kosteliska do Veselé a odtud do Meziříče, tedy po staré cestě, která spojovala hrad Rožnov s městem Meziříčí a dnes již neexistuje.
Střítež je odedávna zemědělskou obcí. Zdejší pokrokoví sedláci prosluli zvláště pěstováním travních semen. Střítež byl také znám výrobou vlněných dřevařských rukavic, košíkářstvím a pletením rákosových sedadel. Na počátku čtyřicátých let založil podnikatel Antonín Trčka továrnu na výrobu koženého zboží, kde našlo práci téměř 100 dělníků. Po komunistickém převratu v roce 1948 byla továrna znárodněna a zanikla.

## Významní rodáci
- František Dobeš (1895–1975), autor několika knih, zejména pětidílné Knihy o Stříteži, která má přes 1200 stran a vyšla v pěti dílech v letech 1945–1947
- Jan Dobeš (1826–1898), písmák a obecní kronikář
- Josef Jadrníček (1885–1952), teolog, evangelický farář v Zádveřicích a Uherském Hradišti, přezdívaný Apoštol Moravského Slovácka, publikoval články o křesťanství. Jeho zásluhou se v roce 1919 konaly ve Zlíně první evangelické bohoslužby.
- Jan Zátorský (* 1957), fotograf, mezi roky 1993–1998 první náměstek policejního prezidenta, později bezpečnostní expert UEFA, od roku 2001 reportér fotografující pro časopisy Instinkt, Týden a deník Lidové noviny. Držitel řady ocenění v soutěži Czech Press Photo.
- Prof. Mgr. Jindřich Štreit, dr.h.c., nar. 5.9.1946, umělecký fotograf a vysokoškolský pedagog, držitel mnoha ocenění a autor stovek výstav po celém světě. Narozen ve Vsetíně, v letech 1946-1956 vyrůstal ve Stříteži nad Bečvou, kde jeho otec působil jako učitel.

## Geografie a místopis

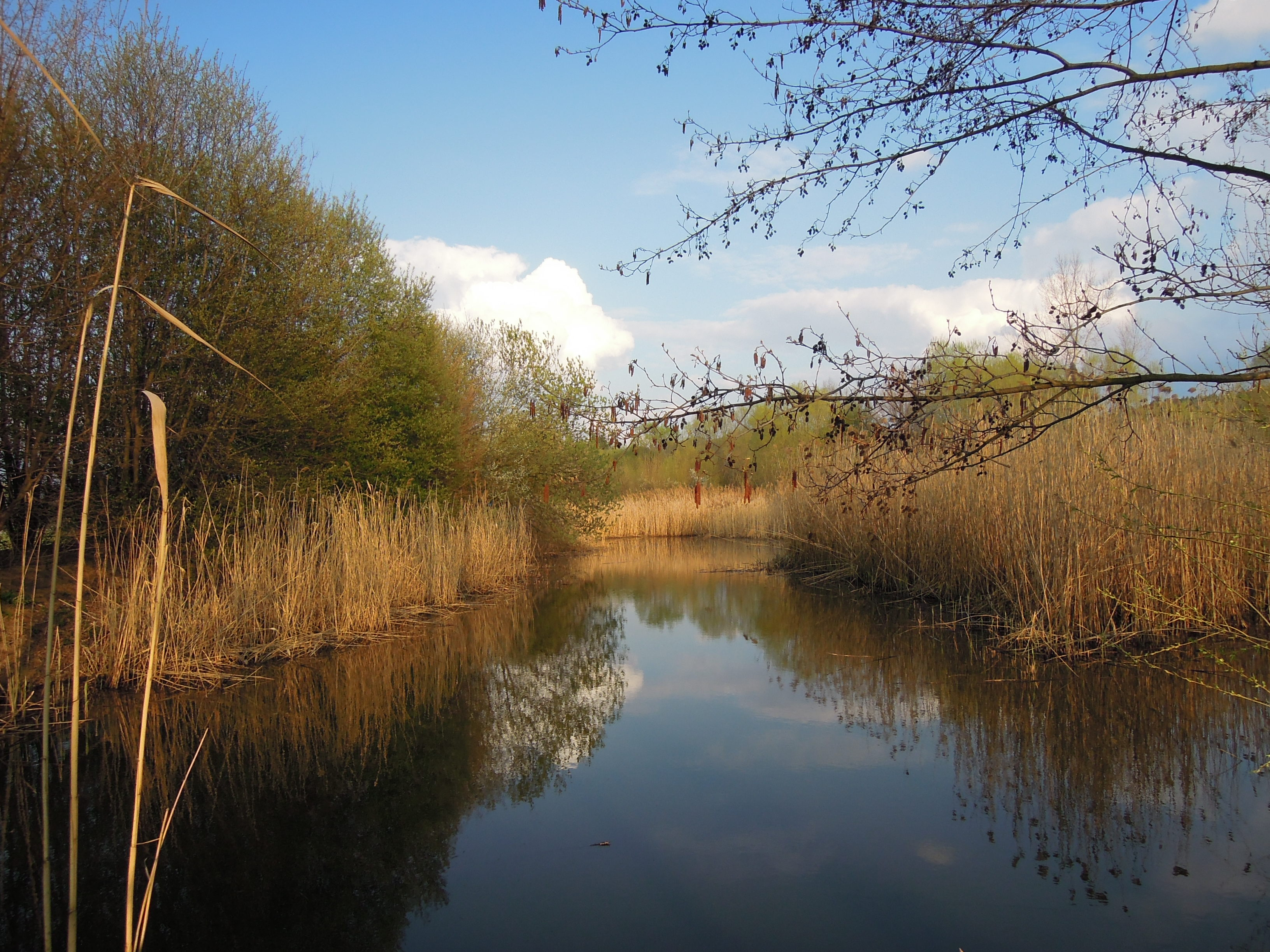
Rákosina ve Stříteži nad Bečvou

Střítež je na rozdíl od všech okolních obcí v údolí rožnovské Bečvy, které jsou položeny po stranách bečevních přítoků, položen rovnoběžně s Bečvou. Obcí protékají potoky Bokšinec a Rakovec, které se na dolním konci stékají a asi 500 m za Kosteliskem se vlévají do Bečvy. Katastrem obce protéká také Černý potok a Videčka. Nachází se zde přírodní památka Rákosina ve Stříteži nad Bečvou a rybník v Bokšinci.
Pomístní jména: Na drahách (dnešní náves od kostela po hotel), Kostelisko (památné místo na dolním konci vesnice, kde kdysi stával dřevěný kostel a hřbitov), Zádvoří, Bokšinec, Dolansko, Na háji, Příčnice, Záhumení a jiné.
V obci je sídlo obecního úřadu a farního sboru. V budově obecního úřadu je úřadovna pošty, knihovna s internetem, dále je v obci evangelický kostel s farou, mateřská škola, hotel Květoň, prodejna Jednota s cukrárnou, budova kina, sokolovna, hasičský dům s klubovnou a lidový dům. Ke sportovnímu vyžití slouží v roce 2002 rekonstruované travnaté fotbalové hřiště, tenisové kurty a dětské hřiště v centru obce. Obec má také od roku 1892 železniční zastávku na trase Valašské Meziříčí – Rožnov pod Radhoštěm, od roku 2020 zde projíždí všechny vlaky (zastavení pouze z dopravních důvodů).

### Pamětihodnosti
- Evangelický kostel z roku 1871, postaven pouze prostředky místních občanů podle návrhu stavitele Michala Urbánka, s varhanami, které byly vyrobeny na konci 18. století a v roce 2005 byly zrenovovány.
- Socha prezidenta Masaryka z roku 1930, která stojí v parku před kostelem. Během druhé světové války byla uschována a posléze byla několikrát svržena a opět postavena, před několika lety prošla rekonstrukcí. Na podstavci sochy se nachází výčet padlých vojáků z 1. světové války.
- Kamenný kříž na dolním konci vesnice s nápisem: „Můj Ježíši, milosrdenství, 1938“. Na jeho místě stál velký dřevěný kříž již před rokem 1834. Kdy a proč byl postaven není známo, ani tradice se nedochovala.
- Památník obětem druhé světové války.
- Lidový dům z roku 1936, dnes slouží jako mateřské centrum, na které navazuje přilehlé dětské hřiště.

Nejstarší, dosud stojící stavby ve Stříteži:
1. z roku 1808 Křenkův, později Volkův grunt č. 15, dnes Prokšovi,
2. z roku 1855 stará škola č. 18, dnes Tvarůžkovi,
3. z roku 1855 panský šenk č. 14, dnes hotel Květoň,
4. z roku 1860 Volkův grunt na Háji č. 60,
5. z roku 1868 Jadrníčkův grunt č. 30,
6. z roku 1870 budova vedle fojtství č. 151, dnes Sukupovi,
7. z roku 1871 evangelický kostel.

### Možnosti sportu a relaxace
Sportovní areál pod Hostýnem, který tvoří travnaté hřiště, tenisové kurty a tréninkové hřiště. Slouží nejen ke sportu, ale i ke každoročním akcím (Hasičský výlet, Myslivecký výlet). Hřiště je také využíváno jako tréninková plocha sportovního družstva hasičské jednotky SDH Střítež nad Bečvou.
Blízko obecního úřadu se nachází hotel „Květoň“. Mimo jiné je zde i občany často využívaná relaxační a odpočinková místnost. Přibližně ve středu obce je Sokolovna, která byla v roce 2009 kompletně zrekonstruována a je využívána také ke společenským akcím. V roce 2010 byl v katastru obce zahájen provoz na nové cyklostezce, která prochází údolím rožnovské Bečvy z Valašského Meziříčí na Horní Bečvu.

## Zajímavosti
Nejčastější dnešní příjmení v obci: Urban a Dobeš (přes 25 nositelů), dále Martinek, Stodůlka, Kraus, Melichařík atd. Nejstarší dosud žijící rody ve Stříteži jsou Dobši (Fojti) čp. 21, prokazatelně na jednom místě nepřetržitě od roku 1580 a Jadrníčci čp. 30, prokazatelně na jednom místě nepřetržitě od roku 1611.
V roce 1945 žilo ve Stříteži 1036 obyvatel, v roce 1947 (tedy po válce) už jen 764 obyvatel ve 169 domech, z toho 358 mužů a 406 žen. V roce 1947 měl ve Stříteži telefon pouze MNV, Hotel Květoň a dalších 6 nejzámožnějších občanů. V roce 1942 se chovalo ve Stříteži 37 koní, 343 kusů hovězího dobytka, 27 ovcí, 159 koz, 203 vepřů, 663 slepic, 50 kohoutů, 151 hus, 22 kachen, 14 krocanů a 396 králíků.

## Fotogalerie

Střítež nad Bečvou
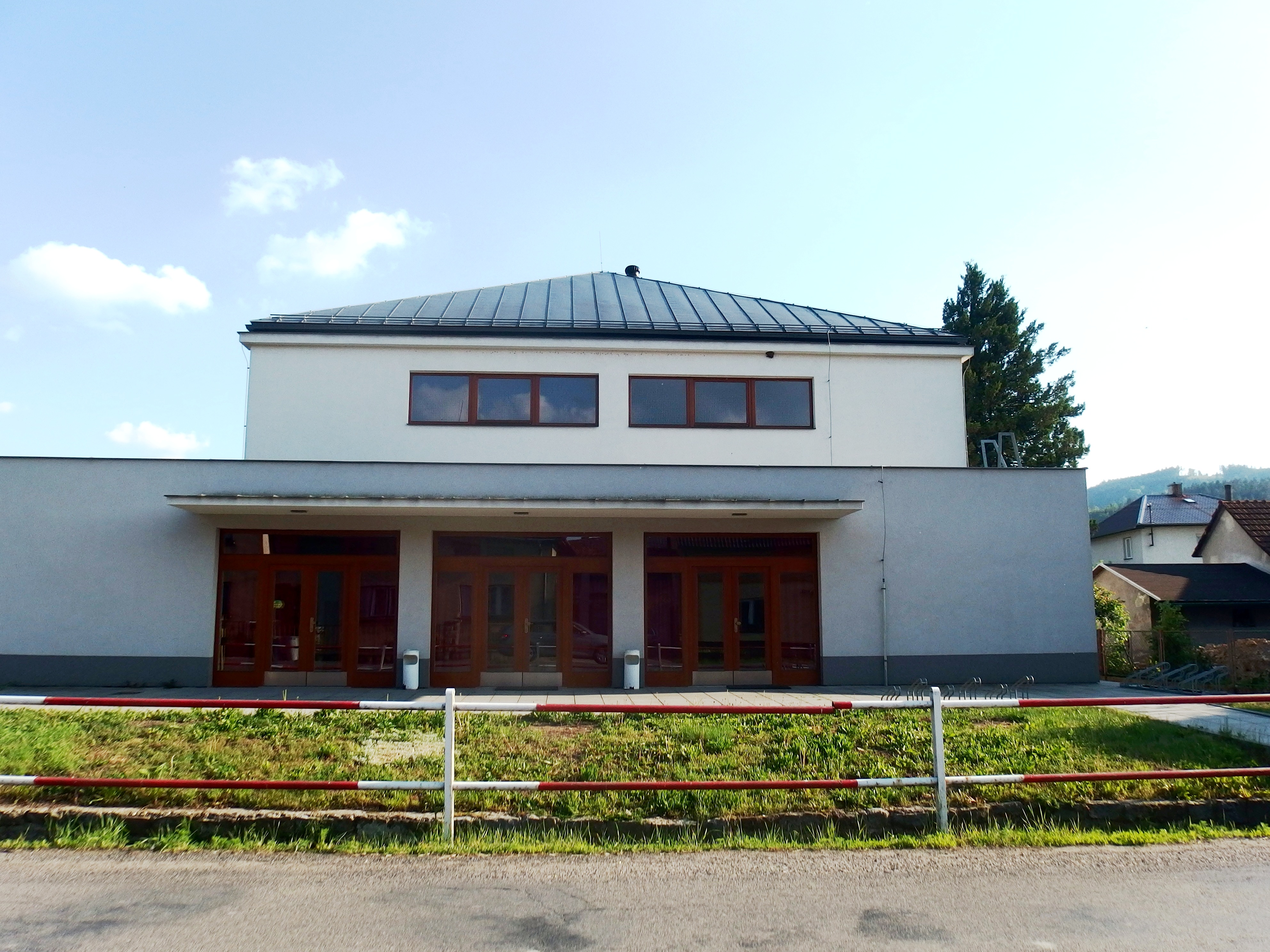
Kulturní dům
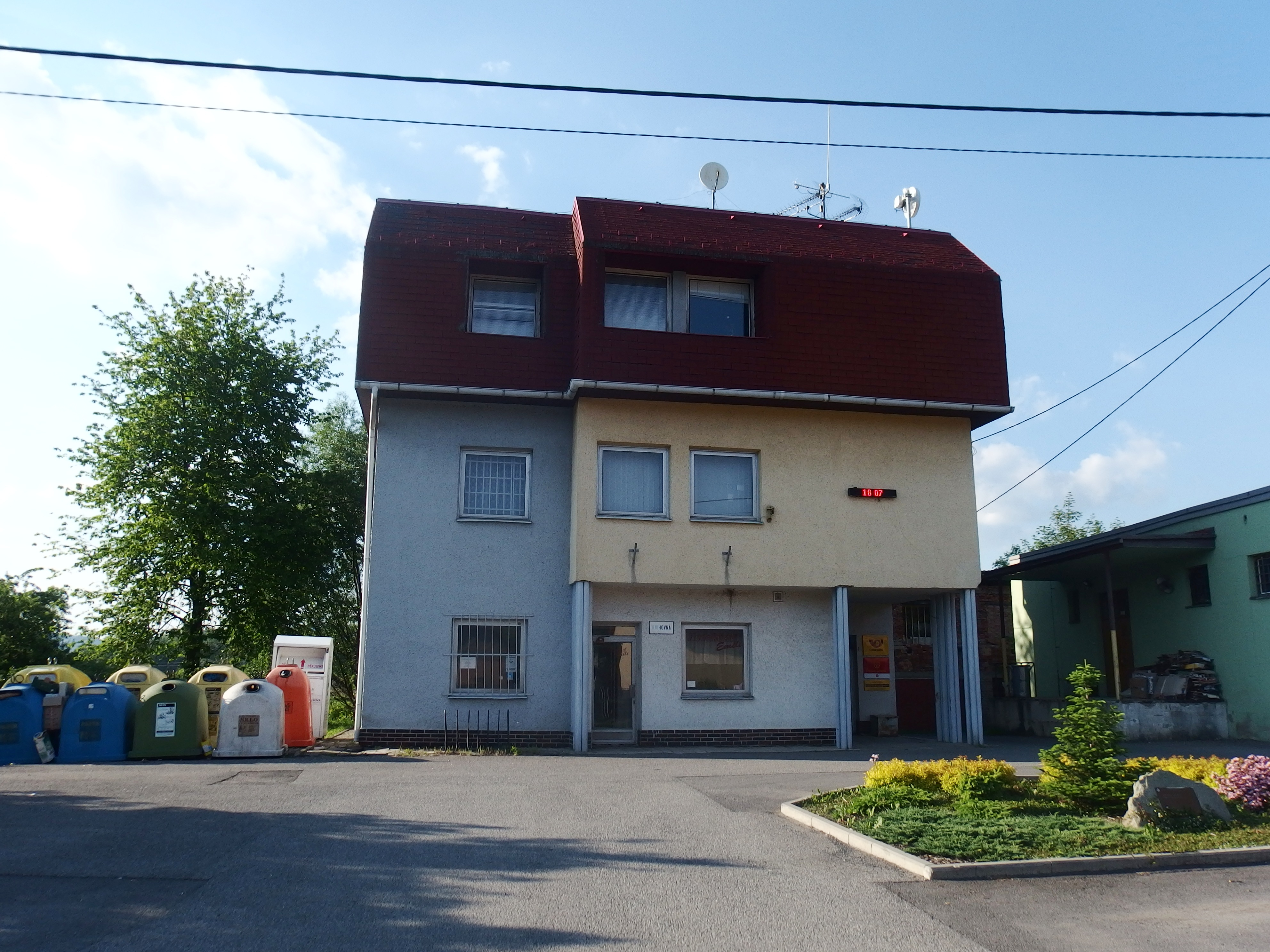
Obecní úřad
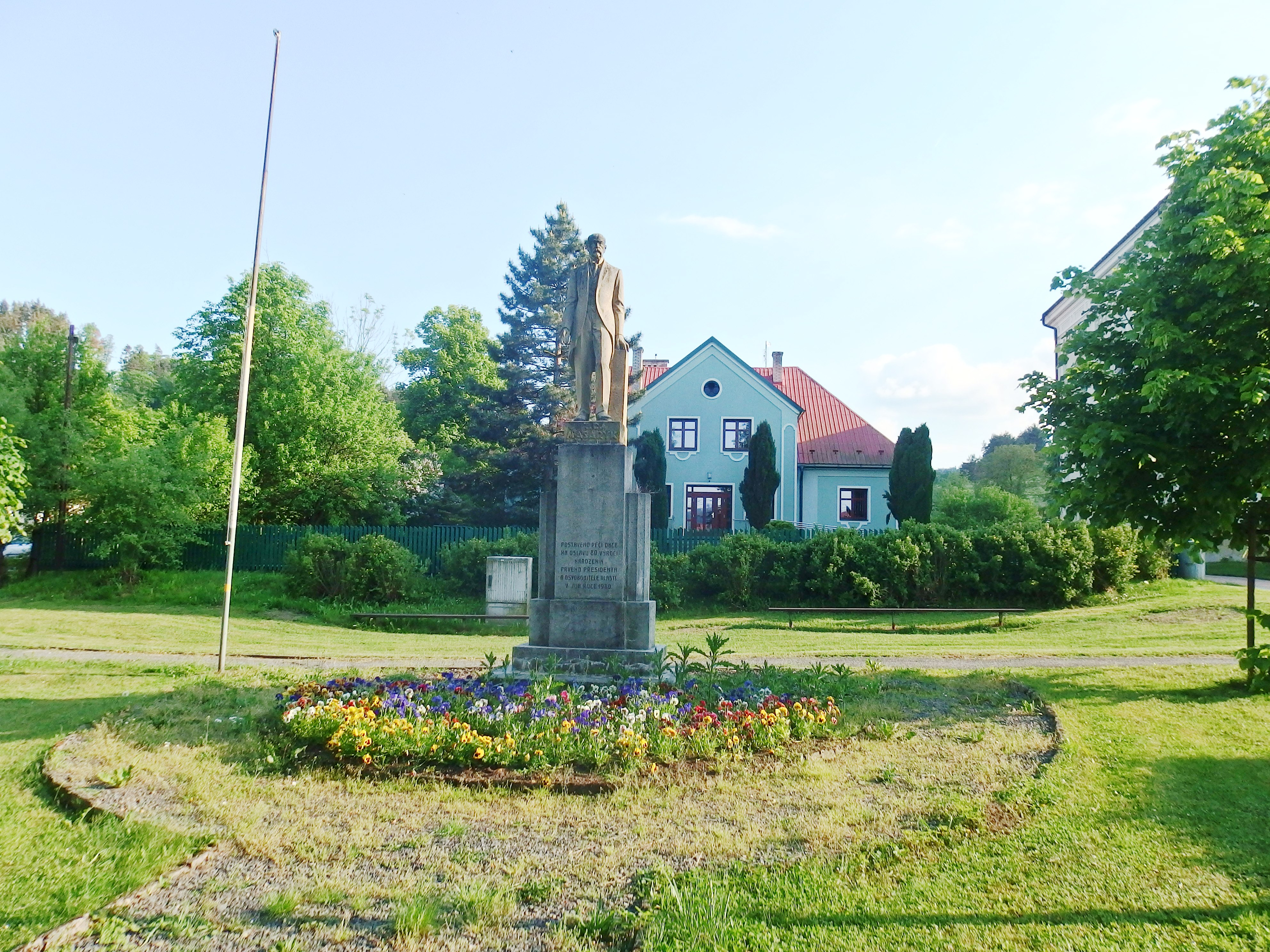
Pomník
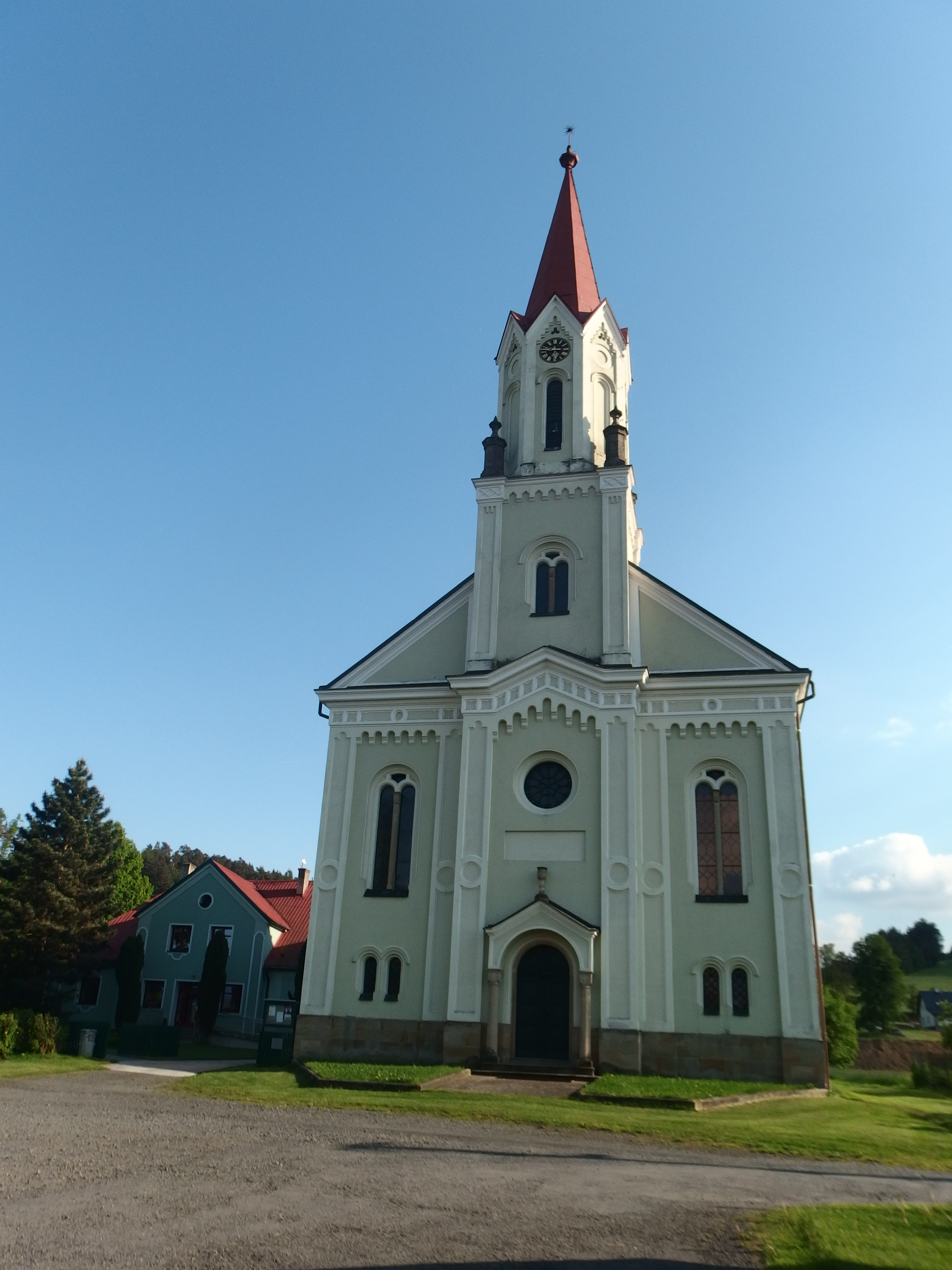
Kostel
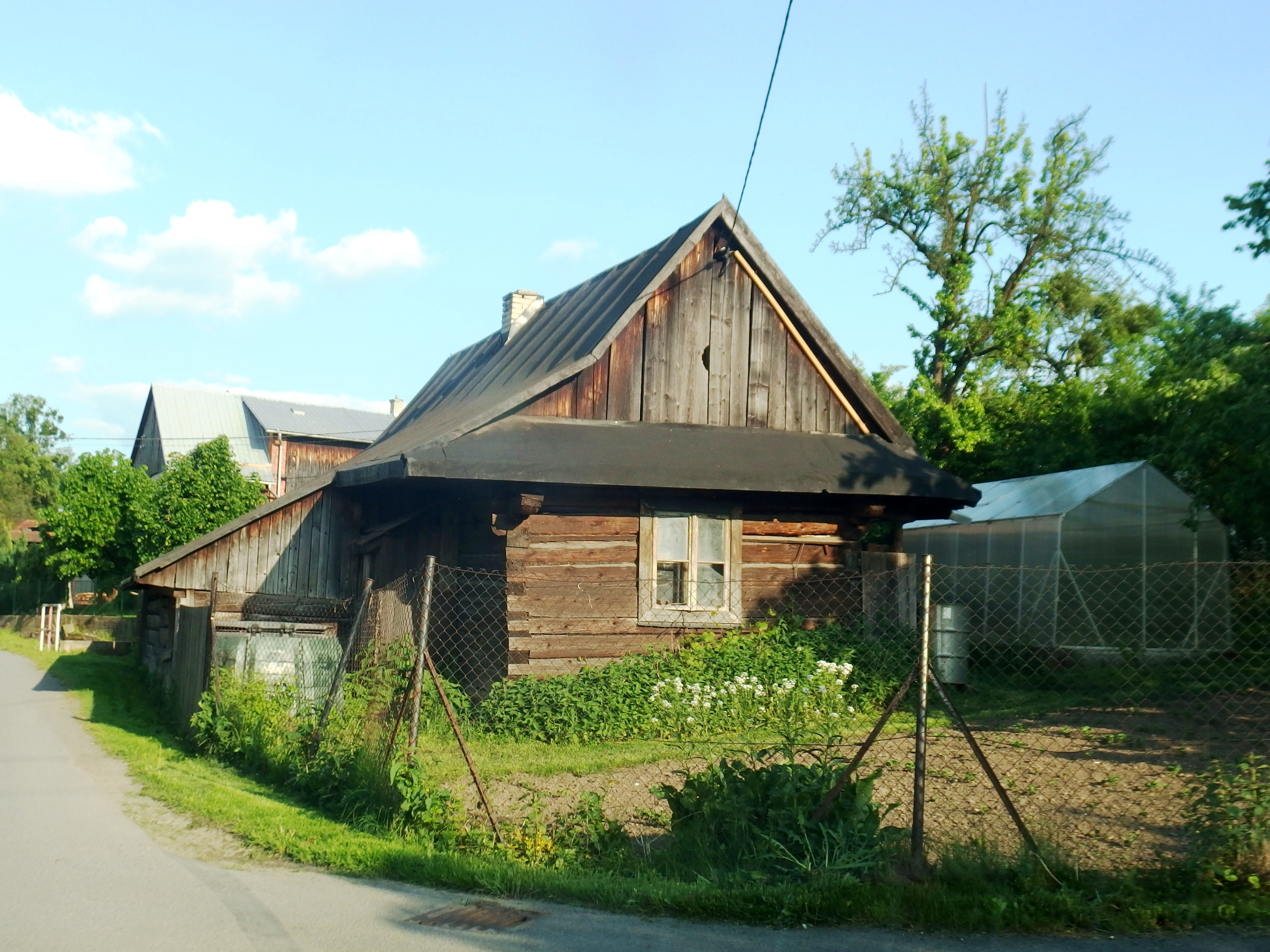
Stavení č.p.76